# Martin Havlát
Martin Havlát (* 19. dubna 1981 Mladá Boleslav) je bývalý český hokejový útočník. Získal zlatou medaili na Mistrovství světa hokejistů do dvaceti let ve Švédsku v roce 2000 a tento úspěch si téhož roku zopakoval na Mistrovství světa v Petrohradě. V roce 2004 vybojoval s reprezentací 3. místo ve Světovém poháru. V letech 2000–2015 působil v NHL, naposledy v klubu St. Louis Blues.

## Hráčská kariéra
K hokeji jej přivedl v 5 letech otec, který jej dříve také hrál. Trénoval v Brně, kde od 14 let hrál v dorostu klubu HC Ytong Brno. Dvě sezóny 1998–2000 odehrál za HC Oceláři Třinec. Do NHL byl draftován již v první kole Draftu 1999 (celkově 26.) týmem Ottawa Senators. S průměrem jednoho bodu na zápas ve své premiérové sezóně 2000/2001 byl nominován na zisk Calder Memorial Trophy pro nejlepšího nováčka a umístil se v All Star týmu nováčků NHL. V roce 2000 vyhrál s českými reprezentačními týmy jak Mistrovství světa hráčů do 20 let, tak i Mistrovství světa v Petrohradě a stal se jediným českým hráčem, který získal oba tituly v jednom roce a nejmladším českým hokejovým mistrem světa. V témže roce byl také členem českého výběru na ZOH v Salt Lake City. V roce 2004 vybojoval s reprezentací 3. místo ve Světovém poháru, byl v týmu nejproduktivnějším hráčem. V sezónách 2003–2005 hrál za pražskou Spartu, Znojmo a Dynamo Moskva. Pak se vrátil do týmu Ottawa Senators, ale kvůli trestu a zranění odehrál jen 18 zápasů. Dne 9. července 2006 byl vyměněn do týmu Chicago Blackhawks a před sezónou 2009/2010 podepsal smlouvu jako volný hráč s Minnesotou Wild. Před sezónou 2011/2012 byl za Danyho Heatleyho vyměněn do San Jose Sharks, kde působil do roku 2014. Ročník 2014/2015 odehrál v New Jersey Devils. Na podzim 2015 odehrál za St. Louis Blues dva zápasy, kvůli přetrvávajícím zdravotním problémům od smlouvy odstoupil. Následně se připravoval doma na Floridě a také s brněnskou Kometou, za celý rok 2016 ale do žádného zápasu nenastoupil. Počátkem roku 2017 měl začít nastupovat za Kometu, ovšem nedlouho předtím se u něj objevily opětovné problémy s třísly. Kvůli vleklým zdravotním potížím proto na začátku února 2017 oficiálně oznámil ukončení aktivní hráčské kariéry. V srpnu 2017 uspořádal v Brně rozlučkový zápas.
V září 2022 se spolu s Markem Židlickým stal generálním manažerem české hokejové reprezentace, smlouvu podepsal do konce sezóny 2023/2024. V červnu 2023 se přesunul do funkce asistenta generálního manažera české reprezentace. Po odchodu Petra Nedvěda z pozice generálního manažera v srpnu 2024 se z rodinných důvodů rozhodl ze své funkce odejít.

## Ocenění a úspěchy
- 2000 ČHL - Nejproduktivnější junior
- 2001 NHL - All-Rookie Tým
- 2001 NHL - Nováček měsíce března 2001
- 2007 NHL - All-Star Game

## Prvenství
- Debut v NHL - 5. října 2000 (Boston Bruins proti Ottawa Senators)
- První asistence v NHL - 5. října 2000 (Boston Bruins proti Ottawa Senators)
- První gól v NHL - 14. října 2000 (Toronto Maple Leafs proti Ottawa Senators)
- První hattrick v NHL - 14. března 2001 (Ottawa Senators proti Atlanta Thrashers)

## Klubová statistika
| Sezóna       | Klub                  | Soutěž       |     | Základní část | Základní část | Základní část | Základní část | Základní část |    | Play off | Play off | Play off | Play off | Play off |
| Sezóna       | Klub                  | Soutěž       | Z   | G             | A             | B             | TM            | Z             | G  | A        | B        | TM       |          |          |
| 1996/1997    | HC Ytong Brno         | ČHL-18       | 34  | 43            | 27            | 70            | —             | —             | —  | —        | —        | —        |          |          |
| 1997/1998    | HC Ytong Brno         | ČHL-18       | 27  | 29            | 26            | 55            | —             | —             | —  | —        | —        | —        |          |          |
| 1997/1998    | HC Ytong Brno         | ČHL-20       | 5   | 9             | 3             | 12            | —             | —             | —  | —        | —        | —        |          |          |
| 1998/1999    | HC Železárny Třinec   | ČHL-20       | 31  | 28            | 23            | 51            |               | —             | —  | —        | —        | —        |          |          |
| 1998/1999    | HC Železárny Třinec   | ČHL          | 24  | 2             | 3             | 5             | 4             | 8             | 0  | 0        | 0        | 2        |          |          |
| 1999/2000    | HC Oceláři Třinec     | ČHL-20       | 1   | 0             | 1             | 1             | 0             | —             | —  | —        | —        | —        |          |          |
| 1999/2000    | HC Oceláři Třinec     | ČHL          | 46  | 13            | 29            | 42            | 42            | —             | —  | —        | —        | —        |          |          |
| 1999/2000    | HC Kometa Brno        | 1.ČHL        | —   | —             | —             | —             | —             | 5             | 3  | 3        | 6        | 10       |          |          |
| 2000/2001    | Ottawa Senators       | NHL          | 73  | 19            | 23            | 42            | 20            | 4             | 0  | 0        | 0        | 2        |          |          |
| 2001/2002    | Ottawa Senators       | NHL          | 72  | 22            | 28            | 50            | 66            | 12            | 2  | 5        | 7        | 14       |          |          |
| 2002/2003    | Ottawa Senators       | NHL          | 67  | 24            | 35            | 59            | 30            | 18            | 5  | 6        | 11       | 14       |          |          |
| 2003/2004    | Ottawa Senators       | NHL          | 68  | 31            | 37            | 68            | 46            | 7             | 0  | 3        | 3        | 2        |          |          |
| 2003/2004    | HC Sparta Praha       | ČHL          | 5   | 1             | 3             | 4             | 8             | —             | —  | —        | —        | —        |          |          |
| 2004/2005    | HC JME Znojemští Orli | ČHL          | 12  | 10            | 4             | 14            | 16            | 10            | 7  | 6        | 13       | 4        |          |          |
| 2004/2005    | HK Dynamo Moskva      | RSL          | 10  | 2             | 0             | 2             | 14            | —             | —  | —        | —        | —        |          |          |
| 2004/2005    | HC Sparta Praha       | ČHL          | 9   | 5             | 4             | 9             | 37            | 5             | 0  | 0        | 0        | 20       |          |          |
| 2005/2006    | Ottawa Senators       | NHL          | 18  | 9             | 7             | 16            | 4             | 10            | 7  | 6        | 13       | 4        |          |          |
| 2006/2007    | Chicago Blackhawks    | NHL          | 56  | 25            | 32            | 57            | 28            | —             | —  | —        | —        | —        |          |          |
| 2007/2008    | Chicago Blackhawks    | NHL          | 35  | 10            | 17            | 27            | 22            | —             | —  | —        | —        | —        |          |          |
| 2008/2009    | Chicago Blackhawks    | NHL          | 81  | 29            | 48            | 77            | 30            | 16            | 5  | 10       | 15       | 8        |          |          |
| 2009/2010    | Minnesota Wild        | NHL          | 73  | 18            | 36            | 54            | 34            | —             | —  | —        | —        | —        |          |          |
| 2010/2011    | Minnesota Wild        | NHL          | 78  | 22            | 40            | 62            | 52            | —             | —  | —        | —        | —        |          |          |
| 2011/2012    | San Jose Sharks       | NHL          | 39  | 7             | 20            | 27            | 22            | 5             | 2  | 1        | 3        | 8        |          |          |
| 2012/2013    | San Jose Sharks       | NHL          | 40  | 8             | 10            | 18            | 30            | 2             | 0  | 0        | 0        | 0        |          |          |
| 2013/2014    | San Jose Sharks       | NHL          | 48  | 12            | 10            | 22            | 10            | 1             | 0  | 0        | 0        | 0        |          |          |
| 2014/2015    | New Jersey Devils     | NHL          | 40  | 5             | 9             | 14            | 10            | —             | —  | —        | —        | —        |          |          |
| 2015/2016    | St. Louis Blues       | NHL          | 2   | 1             | 0             | 1             | 0             | —             | —  | —        | —        | —        |          |          |
| Celkem v NHL | Celkem v NHL          | Celkem v NHL | 790 | 242           | 352           | 594           | 404           | 75            | 21 | 31       | 52       | 52       |          |          |
| Celkem v ČHL | Celkem v ČHL          | Celkem v ČHL | 96  | 31            | 43            | 74            | 107           | 23            | 7  | 6        | 13       | 26       |          |          |

## NHL All-Star Game
| Rok               | Konference        |                   | G | A | B |
| ----------------- | ----------------- | ----------------- | - | - | - |
| 2007              | Západ             | 2                 | 1 | 3 |   |
| Celkem v All-Star | Celkem v All-Star | Celkem v All-Star | 2 | 1 | 3 |

## Reprezentace
| Rok         | Tým         | Soutěž      | Z  | G | A | B | TM |
| ----------- | ----------- | ----------- | -- | - | - | - | -- |
| 1999        | Česko 18    | MS-18       | 6  | 2 | 4 | 6 | 8  |
| 2000        | Česko 20    | MSJ         | 7  | 3 | 2 | 5 | 4  |
| 2000        | Česko       | MS          | 9  | 2 | 1 | 3 | 2  |
| 2002        | Česko       | OH          | 4  | 3 | 1 | 4 | 27 |
| 2004        | Česko       | MS          | 3  | 0 | 0 | 0 | 4  |
| 2004        | Česko       | SP          | 5  | 3 | 3 | 6 | 2  |
| 2010        | Česko       | OH          | 5  | 0 | 2 | 2 | 0  |
| 2011        | Česko       | MS          | 6  | 2 | 4 | 6 | 4  |
| Celkem v MS | Celkem v MS | Celkem v MS | 18 | 4 | 5 | 9 | 10 |
| Celkem v OH | Celkem v OH | Celkem v OH | 9  | 3 | 3 | 6 | 27 |